# ریوهی اویشی
ریوهی اویشی (ژاپنی: 大石 竜平؛ زادهٔ ۲۱ ژانویهٔ ۱۹۹۷) یک بازیکن فوتبال اهل ژاپن است.
از باشگاه‌هایی که در آن بازی کرده‌است می‌توان به باشگاه فوتبال زویگن کانازاوا اشاره کرد.